# March of the Saint
March of the Saint è il primo album in studio del gruppo musicale statunitense Armored Saint, pubblicato nel 1984.

## Tracce
1. March of the Saint – 4:12
2. Can U Deliver – 3:35
3. Mad House – 3:48
4. Take a Turn – 3:44
5. Seducer – 3:54
6. Mutiny on the World – 3:26
7. Glory Hunter – 5:09
8. Stricken by Fate – 3:43
9. Envy – 2:59
10. False Alarm – 4:14

## Formazione
- John Bush -  voce
- David Prichard -  chitarra
- Phil Sandoval -  chitarra
- Joey Vera -  basso
- Gonzo Sandoval - batteria